# Mournans-Charbonny
Mournans-Charbonny là một xã trong vùng hành chính Franche-Comté, thuộc tỉnh Jura, quận Lons-le-Saunier (quận), tổng Nozeroy. Tọa độ địa lý của xã là 46° 46' vĩ độ bắc, 06° 00' kinh độ đông. Mournans-Charbonny nằm trên độ cao trung bình là 805 mét trên mực nước biển, có điểm thấp nhất là 636 mét và điểm cao nhất là 836 mét. Xã có diện tích 5.06 km², dân số vào thời điểm 1999 là 91 người; mật độ dân số là 18 người/km².

## Thông tin nhân khẩu
| 1962 | 1968 | 1975 | 1982 | 1990 | 1999 |
| ---- | ---- | ---- | ---- | ---- | ---- |
| 53   | 64   | 69   | 80   | 89   | 91   |